# Симид
Симид е хлебно изделие, традиционно приготвяно с нахутова мая, която му придава специфичен вкус и аромат. Рецептата за симида има арабски произход, в България е внесена от македонски майстори-хлебари през 1920-те години, но е популярна едва до средата на века, когато домашният симид е изместен от трапезата на българина от заводския хляб.
В различните райони на страната симидът се е приготвял по различни варианти на рецептата, но общото между всички е кифленото тесто, подсладено със захар, гроздова мъст, мед или петмез.